# Кусбегы-дауылпаз
Кусбегы-дауылпаз (каз. құсбегі-дауылпаз, «сокольник (охотник, обучающий ловчих птиц) — барабанщик») — казахский народный танец.

## Происхождение
«Кусбегы» называется в Казахстане охотник, выходящий на охоту с беркутом или соколом. «Дауылпаз», что в переводе значит барабанщик, от слова «дауыл» — барабан, — его помощник в дрессировке птицы и на самой охоте.
Соколиная охота в Казахстане очень интересная и азартная. Охотник с птицей пользуется большим уважением. Он вырабатывает у сокола привычку к ловле дичи, дразня птицу куском мяса под звук барабана. На профессиональном языке охотников этот процесс обучения птицы называется «дауылдатып кызылмен баулу». Такой момент обучения птицы воспроизводится в танце.
Танец с соколом, как пантомимная игра, записан впервые в 1928 году на основании исполнения охотника — кусбегы Кодебека и народного танцора Дюсембека Жанакова. В 1940 году танец «Кусбегы — дауылпаз» был исполнен на сцене в постановке А. Исмаилова, выполненной по описанию народного акына Шашубая Кошкарбаева.

## Описание
В танце учувствуют два основных исполнителя. Один из них кусбегы; в левой руке держит сокола или беркута (небольшой макет птицы), в правой руке — лоскут красной материи, напоминающий кусок мяса. Другой исполнитель — дауылпаз сопровождает танец ударами в барабан; он внимательно следит за движениями охотника, переходя то на одну, то на другую сторону от него. Его движения в значительной мере импровизируются. Иногда он повторяет движения охотника в несколько упрощённом виде, иногда движется за ним простыми шагами или лёгкими беглыми шагами.
Кроме основных исполнителей в предлагаемую композицию танца введены ещё четыре молодых охотника, которые окружают кусбегы и дауылпаза и составляют как бы фон, на котором развёртывается действие. В танце две части: 1-я идёт под барабан, 2-я — под сопровождение баяна или оркестра. Содержание первой части — обучение птицы. Сначала на сцену выходят кусбегы с птицей и дауылпаз с барабаном. За ними идут четыре охотника — осторожно, тихо, пряча за спиной красные платочки. Охотники начинают поочередно поддразнивать птицу, показывая ей красный платок, но тотчас прячут руки за спину, как только кусбегы с птицей подбегает к ним. Потом все вместе взмахивают красными платками, дразня птицу. Когда птица очень возбуждена и раздражена, охотники подходят к ней и осторожно гладят, как бы успокаивая. Во второй части охотники радостно, бодро уходят на охоту за дичью.
В нескольких местах танца охотники то порознь, то вместе восклицают: «Эх, бомп!». Это принятое в охотничей среде обращение к птице.

## Ритм
Музыкальный размер 1-й части танца — 2/4, 2-й части танца 6/8. В практике постановки такт в 6/8 исполняется как такт в 2/4 с двумя триолями. Поэтому раскладка обеих частей танца сделана на 2/4.